# Bad Moms
Bad Moms (Brasil: Perfeita é a Mãe / Portugal: Mães à Solta) é um filme de comédia americano de 2016 dirigido e escrito por Jon Lucas e Scott Moore. O filme é estrelado por um elenco que inclui Mila Kunis, Kristen Bell, Kathryn Hahn, Jay Hernandez, Annie Mumolo, Jada Pinkett Smith, e Christina Applegate.
A filmagem principal começou em 11 de janeiro de 2016, em Nova Orleães. O filme estreou em 19 de julho de 2016, na cidade de Nova Iorque e foi lançado nos cinemas em 29 de julho de 2016 pela STXfilms. Ele recebeu críticas mistas dos críticos de cinema e arrecadou mais de US$183 milhões em todo o mundo, tornando-se o primeiro filme da STX a arrecadar US$100 milhões no mercado interno.
Uma sequência, intitulada A Bad Moms Christmas, foi lançada em 1 de novembro de 2017.

## Sinopse
Amy Mitchell (Mila Kunis) é uma mulher casada que vive nos subúrbios de Chicago, com dois filhos, Jane (Oona Laurence) e Dylan (Emjay Anthony), que se sente sobrecarregada e comprometida demais. Ela trabalha como representante de vendas de uma empresa de café "moderna", prepara almoços saudáveis e embalados à mão para os filhos, faz a maioria das tarefas de casa, estuda todas as atividades extracurriculares e atua no PTA (Associação Nacional de Professores Pais) de sua escola, administrado pela dominadora Gwendolyn James (Christina Applegate) e suas companheiras, Stacy (Jada Pinkett Smith) e Vicky (Annie Mumolo). Quando ela pega o marido Mike (David Walton) traindo-a com uma camgirl, Amy o expulsa e tenta manter tudo junto.
Depois de um dia particularmente estressante, Amy abandona o PTA publicamente em resposta aos planos de vendas excessivamente zelosos de Gwendolyn. Em um bar próximo, Amy conhece Carla (Kathryn Hahn), uma mãe solteira sexualmente ativa e descontraída, e Kiki (Kristen Bell), uma mãe que fica em casa e tem quatro filhos que adora a dissidência de Amy de Gwendolyn. Amy e Carla ficam irritadas ao descobrir que o marido de Kiki é dominador e espera que ela cuide de todas as crianças e da casa sem assistência alguma, enquanto Amy e Kiki ficam perturbadas com a abordagem prática de Carla quanto à criação dos filhos. O trio embarca em uma viagem noturna que inspira Amy a relaxar com seus filhos: ela os leva para passear no carro clássico de Mike e os almoça na Arby's, obriga Dylan a se defender para impedir que ele seja preguiçoso e habilitado, e leva a superaquecida e constantemente estressada Jane para um dia de spa. A própria Amy decide começar a namorar, mas se vê inexperiente devido ao seu casamento precoce e maternidade. Ela acaba tendo uma conexão com Jessie (Jay Hernandez), um viúvo bonito da escola que tem uma queda por ela.
Depois que Amy leva as rosquinhas compradas para a loja de bolos, ela atrai a ira de Gwendolyn, que usa sua autoridade de PTA para fazer Jane ficar no banco do time de futebol. Amy fica irritada e decide concorrer à presidência da PTA em oposição a Gwendolyn. Um encontro na casa de Amy atrai apenas uma visitante, que informa que Gwendolyn lançou uma festa rival em sua própria casa, atendida por Martha Stewart. Apesar disso, as outras mães e Martha abandonam rapidamente a festa de Gwendolyn quando fica claro que ela pretende dar uma palestra a noite toda, levando a uma festa de sucesso na casa de Amy.
Gwendolyn responde colocando drogas no armário de Jane, emoldurando-a, o que a expulsa de todas as atividades extracurriculares. Jane e Dylan vão ficar com Mike (que concordou em um divórcio amigável) em resposta ao que consideram o fracasso de Amy como mãe. Amy perde o emprego, porque seu chefe se recusa a entender suas razões para tirar uma folga.
Amy, desanimada, fica em casa durante a eleição do PTA, mas é acionada por Carla e Kiki, que finalmente enfrenta o marido e ordena que ele lide com tudo sozinho até que a reunião termine. No evento, Amy faz um discurso inspirador sobre como todas as mães estão sobrecarregadas de trabalho e que precisam tirar uma folga, realizar eventos cada vez menos estressantes e, o mais importante, permitir-se cometer erros. Amy vence a eleição e acaba confortando Gwendolyn devastada, que revela que sua vida não é perfeita como ela havia afirmado.
Algumas semanas depois, a abordagem de Amy levou a mudanças positivas: Jane foi reintegrada ao time de futebol e está se estressando menos, Dylan está realmente se aplicando, Kiki faz o marido ajudar a cuidar dos filhos, Carla é mais responsável, e todas as outras mães, incluindo Stacy e Vicky, estão se sentindo mais energizadas. A própria Amy conseguiu seu emprego de volta com uma compensação muito melhor depois que seu chefe viu o quanto ele a tinha dado como certo, e ela continua a ver Jessie. Gwendolyn convida Amy, Carla e Kiki para um dia de diversão no jato particular de seu marido.
Os créditos finais passam pelo elenco entrevistando suas mães da vida real.

## Elenco
- Mila Kunis como Amy Mitchell
- Kristen Bell como Kiki
- Kathryn Hahn como Carla Dunkler
- Christina Applegate como Gwendolyn James
- Jada Pinkett Smith como Stacy
- Annie Mumolo como Vicky
- Jay Hernandez como Jessie Harkness
- Oona Laurence como Jane Mitchell
- Emjay Anthony como Dylan Mitchell
- David Walton como Mike Mitchell
- Clark Duke como Dale Kipler
- Wanda Sykes como Dr. Elizabeth Karl
- Wendell Pierce como Principal Daryl Burr
- J.J. Watt como Coach Craig
- Megan Ferguson como Tessa
- Lyle Brocato como Kent
- Cade Cooksey como Jaxon
- Martha Stewart como herself
- Lilly Singh como Cathy

## Produção
Em 30 de abril de 2015, foi anunciado que Jon Lucas e Scott Moore deveriam dirigir uma comédia sem título liderada por mulheres, com base em seu próprio roteiro original. Bill Block da Block Entertainment e Raj Brinder Singh, da Merced Media Partners, produziriam o filme, juntamente com Judd Apatow e Josh Church através da Apatow Productions, enquanto a Merced Media financiava o filme. Leslie Mann foi escalada para protagonizar o papel principal. Este foi o primeiro filme de Bill Block produzido pela Block Entertainment depois de deixar a QED International. Paramount Pictures adquiriu os direitos de distribuição do filme em 8 de maio de 2015. O filme foi vendido a diferentes distribuidores internacionais no Festival de Cannes de 2015. Em 1º de junho de 2015, Mann e Apatow deixaram o filme por causa de conflitos de agendamento. Em 26 de outubro de 2015, foi relatado que a Paramount havia deixado o projeto, com a STX Entertainment entrando para lidar com a distribuição americana. Mila Kunis, Christina Applegate, e Kristen Bell se juntaram ao filme, estrelando seus papéis principais, enquanto Suzanne Todd produziu o filme junto com Block. Em 11 de janeiro de 2016, Jada Pinkett Smith e Kathryn Hahn se juntaram ao filme, com Smith interpretando a melhor amiga contundente de Applegate, e Hahn também interpretando uma mãe. Mais tarde, foi revelado que Oona Laurence também havia se juntado ao elenco.

## Filmagem
A filmagem principal do filme começou em 11 de janeiro de 2016 em Nova Orleães e foi concluída em 1 de março de 2016.

## Lançamento
Em maio de 2015, a Paramount definiu o filme como uma data de lançamento para 15 de abril de 2016, mas mais tarde, em julho de 2015, o estúdio transferiu o filme para uma nova data de lançamento não especificada. Mais tarde, a STX Entertainment comprou os direitos de distribuição do filme e agendou-se para 19 de agosto de 2016, antes de lançá-lo em 29 de julho de 2016, trocando as datas de lançamento com The Space Between Us.

### Mídia doméstica
Bad Moms foi lançado em DVD e Blu-ray em 1 de novembro de 2016 pela Universal Studios Home Entertainment.

## Recepção

### Bilheteria
Bad Moms arrecadou US$113,2 milhões nos Estados Unidos e no Canadá e US$70,7 milhões em outros territórios, num total mundial de US$183,9 milhões, em um orçamento de US$20 milhões.
Bad Moms foi lançado nos Estados Unidos e no Canadá em 29 de julho de 2016, ao lado de Jason Bourne e Nerve, e foi projetado para arrecadar cerca de US$25 milhões em seu fim de semana de estreia, de 3,215 cinemas. Ele arrecadou US$2,1 milhões nas visualizações de quinta à noite. No fim de semana de estreia, o filme arrecadou US$23,8 milhões, terminando em terceiro nas bilheterias. Em 3 de setembro, o filme ultrapassou US$100 milhões no mercado interno, tornando-se o primeiro filme da STX Entertainment a fazê-lo. Deadline Hollywood calculou o lucro líquido do filme em US$50,8 milhões, considerando todas as despesas e receitas.

### Resposta da crítica
Bad Moms recebeu críticas mistas a positivas. No Rotten Tomatoes, o filme tem uma classificação de aprovação de 58% com base em 166 críticas, com uma classificação média de 5,64/10. Em Metacritic, o filme tem uma pontuação de 60 em 100, com base em 33 críticos, indicando "críticas mistas ou médias". As audiências consultadas pelo CinemaScore deram ao filme uma nota média de "A" em uma escala de A + a F.

### Premiações
| Prêmios                | Data da cerimônia     | Categoria                       | Destinatário(s) | Resultado | Ref.   |
| ---------------------- | --------------------- | ------------------------------- | --------------- | --------- | ------ |
| People's Choice Awards | 18 de janeiro de 2017 | Filme de comédia favorito       | Bad Moms        | Venceu    | [ 22 ] |
| People's Choice Awards | 18 de janeiro de 2017 | Atriz de cinema cômica favorita | Kristen Bell    | Indicado  | [ 22 ] |

## Trilha sonora
A lista completa de músicas da trilha sonora do filme foi lançado em 29 de julho de 2016 nos principais sites de música como o iTunes, o Google Play Music, e lançado para streaming no Spotify. Entre alguns artistas dos quais aparecem nessa trilha sonora estão Demi Lovato, DNCE, Fifth Harmony, Icona Pop, Charli XCX e outros.
| N.º | Título                          | Música               | Duração |  |
| 1.  | "Tightrope"                     | Janelle Monáe        | 4:48    |  |
| 2.  | "I Love It (feat. Charli XCX)"  | Icona Pop            | 2:36    |  |
| 3.  | "Hello Sunshine (feat. Memoir)" | Dena Deadly          | 2:43    |  |
| 4.  | "Cake by the Ocean"             | DNCE                 | 3:39    |  |
| 5.  | "Confident"                     | Demi Lovato          | 3:26    |  |
| 6.  | "Girls Will Be Girls"           | Sophie Beem          | 3:28    |  |
| 7.  | "Sweet Jane"                    | Garrett Kato         | 2:21    |  |
| 8.  | "I Want to Know What Love Is"   | Foreigner            | 4:58    |  |
| 9.  | "Shut Up and Dance"             | Walk the Moon        | 3:18    |  |
| 10. | "Bad Moms (Suite)"              | Christopher Lennertz | 5:00    |  |
| 11. | "Enough is Enough (Suite)"      | Christopher Lennertz | 4:57    |  |
| 12. | "Get Your Tits Up (Suite)"      | Christopher Lennertz | 5:53    |  |

## Sequência e  spin-off

### A Bad Mom's Christmas(2017)
Os diretores do primeiro filme, Lucas e Moore, declararam que podem se envolver com o spin-off anunciado anteriormente, mas que seu foco atual é fazer uma sequência de Bad Moms. Em 23 de dezembro de 2016, foi anunciado que A Bad Moms Christmas seria lançado em 1 de novembro de 2017 e que seria um tema de férias, com Bell, Hahn e Kunis voltando para reprisar seus papéis. Em 2 de maio de 2017, Susan Sarandon, Christine Baranski, Cheryl Hines e Peter Gallagher se juntaram ao elenco do filme.

### Bad Dads
Em outubro de 2016, a STX Entertainment anunciou um filme derivado intitulado Bad Dads e estabeleceu uma data de lançamento para 14 de julho de 2017. No entanto, em julho de 2017, o filme parece ter sido adiado com uma nova data de lançamento. não configurado.

### Bad Moms' Moms
Em abril de 2019, foi anunciado que Susan Sarandon, Christine Baranski e Cheryl Hines haviam se inscrito para participar de uma sequência chamada Bad Moms' Moms.

## Séries de televisão
Em fevereiro de 2018, foi relatado que a rede FOX está desenvolvendo uma série de TV sem roteiro que pegaria a premissa de pais imperfeitos dos filmes e mudaria o foco para mães da vida real. A série será produzida pela STXtelevision.